# 國立中興大學南投分部
國立中興大學南投分部是國立中興大學位於臺灣南投縣南投市中興新村的校區。2022年正式成立，目前設有循環經濟研究學院、創新產業暨國際學院、產學研鏈結中心、環境教育暨環境永續科技研發中心，校舍幾乎利用原臺灣省政府時期所建的機關建築、宿舍建築與生活建築整改建而來。未來預計再設立數據與人工智慧專業學院、環境設計與氣候變遷專業學院及法律專業學院。

## 歷史
- 2020年7月，行政院中部聯合服務中心透露國立中興大學有意在南投中興新村設立分校。[3]10月7日，國立中興大學成立「國立中興大學中興新村校區籌備處」，副校長黃振文擔任主任、教授蔡岡廷擔任執行長。[4]11月20日，興大向教育部申請設置學士後醫學系，預計將醫學院設於南投中興新村，但校方優先考量校內現址。[5]
- 2021年1月，向行政院遞件規劃設立國立中興大學南投中興新村校區，預計總面積62.5公頃。[6]
- 2022年4月，行政院核准國立中興大學南投設校計畫。[7]9月13日，國立中興大學南投分部啟用、循環經濟研究學院揭牌。[8]
- 2023年12月25日，國家發展委員會審議通過「中興大學南投分部建置計畫」，全案陳報行政院核定，計畫執行期間為2023年至2027年，總經費新台幣40.21億元，第一階段整修建與進駐中興新村閒置國有房舍、整建中興新村體育館與游泳池。[9]
- 2025年5月28日，工學院附屬的能源材料與環境永續專業學院成立。

## 組織
行政單位
- 籌備處：總務處、教務處、學務處、南投分部宿舍服務中心

教學研究單位
- 學院
  - 循環經濟研究學院（位於南核心，原衛福部中部辦公室址）
  - 創新產業暨國際學院（南投校區設有課程）
- 專業學院
  - 能源材料與環境永續專業學院（位於南核心，原法務部中部辦公室址）
  - 數據與人工智慧專業學院（2021年成立，尚未進駐）
  - 法律專業學院（2021年由法律學系執行，尚未進駐）
  - 環境設計與氣候變遷專業學院（尚未成立）

- 研究中心
  - 產學研鏈結中心（位於北核心、綜合行政大樓）
  - 環境教育暨環境永續科技研發中心（位於北核心、綜合行政大樓）
  - 智慧運輸發展中心（尚未進駐）
  - 智慧科技整合研發中心（尚未成立）
  - 金屬研發中心（尚未進駐）

## 校區建築
中興新村北核心
- 國立中興大學南投分部綜合行政大樓（由中興大立體停車場改建）

中興新村中核心
- 松園2館、12館（學生宿舍，原省府單人宿舍整建）

中興新村南核心
- 學人宿舍、國際學舍（教師、學者宿舍）
- 職務宿舍（職員宿舍）
- 成果展示互動中心
- 循環經濟研究學院
- 能源材料與環境永續專業學院

## 外部連結
- 國立中興大學南投分部官網 （页面存档备份，存于）